# Courçais
Courçais ist eine französische Gemeinde mit 309 Einwohnern (Stand: 1. Januar 2022) im Département Allier in der Region Auvergne-Rhône-Alpes. Sie gehört zum Arrondissement Montluçon und zum Kanton Huriel.

## Lage
Courçais liegt an der Queugne, 19 Kilometer nordwestlich von Montluçon. Nachbargemeinden von Courçais sind Saint-Désiré im Norden, Chazemais im Osten, La Chapelaude im Südosten und Süden, Chambérat im Süden sowie Viplaix im Westen.

## Bevölkerungsentwicklung
| Jahr                       | 1962 | 1968 | 1975 | 1982 | 1990 | 1999 | 2006 | 2013 | 2022 |
| Einwohner                  | 514  | 474  | 385  | 345  | 311  | 310  | 303  | 336  | 309  |
| Quellen: Cassini und INSEE |      |      |      |      |      |      |      |      |      |

## Sehenswürdigkeiten
- Kirche Saint-Marien aus dem 19. Jahrhundert

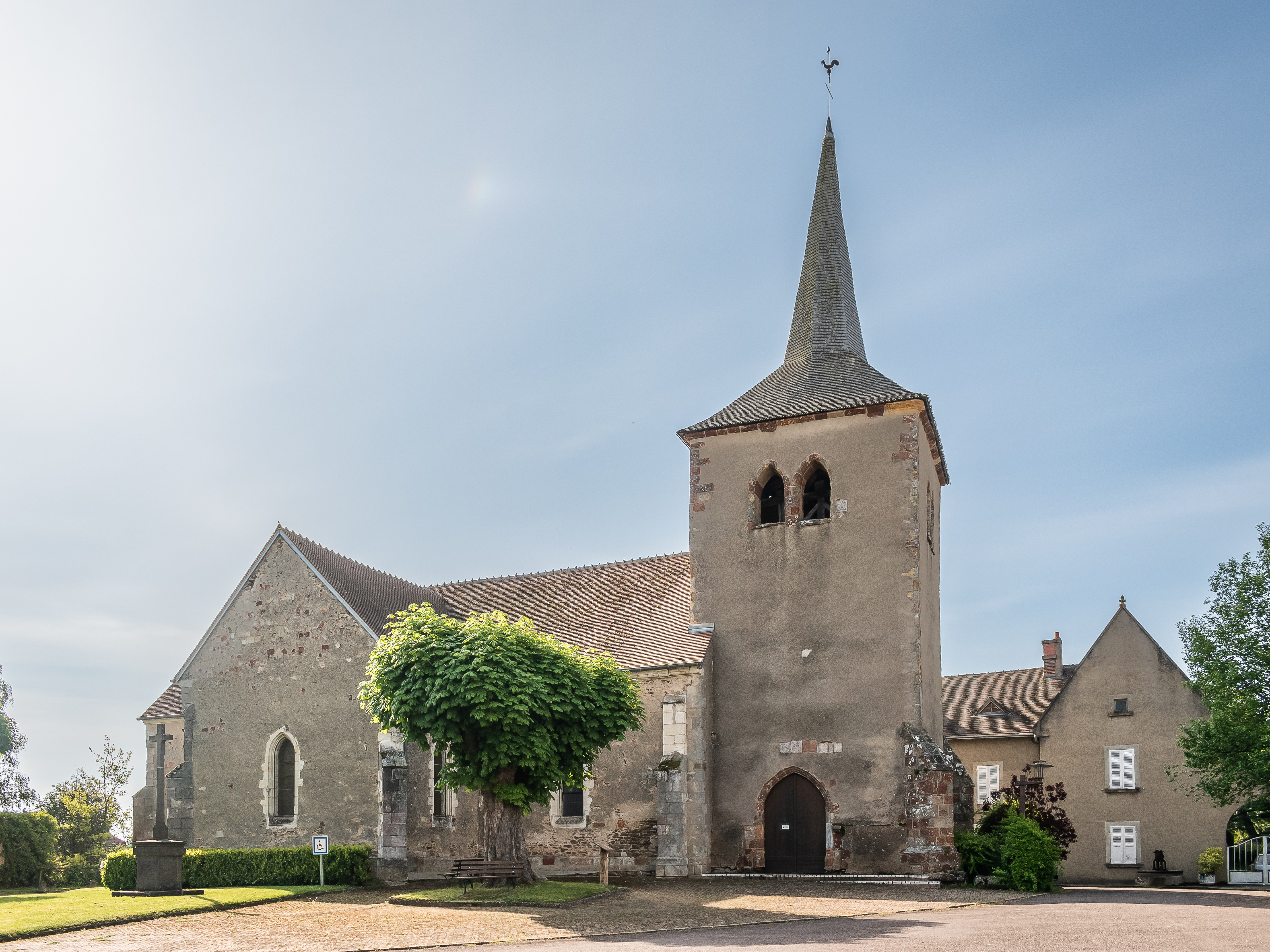
Kirche Saint-Marien

- Menhir La Pierre

## Belege
1. ↑  Cassini und INSEE